# Plautilla Nelli
Sor Plautilla Nelli (Florència, 29 de gener de 1524 (data de bateig) - íd., 7 de maig de 1588) va ser una monja dominica que va treballar com a artista pintora. Contemporània dels grans artistes de la Florència renaixentista, és considerada la primera dona pintora renaixentista de Florència. També és la primera dona a pintar El Sant Sopar.
Residia en el Convent de Santa Caterina di Cafaggio, després conegut com a convent de Santa Caterina de Siena, a la Plaça de Sant Marc de Florència, que pertanyia a la família dominica. De formació autodidacta, va rebre una gran influència dels ensenyaments de Savonarola i de l'obra de Fra Bartolomeo.

## Vida
Pulisena Margherita Nelli va néixer en una família rica a Florència. El seu pare, Piero di Lucca Nelli, era un reeixit comerciant de teles i els seus avantpassats procedien de la zona de la vall toscana de Mugello, igual que la dinastia dels Mèdici. Un carrer de Florència, la coneguda com a Via del Canto de Nelli, en el districte de San Lorenzo, està dedicada a família, i la casa de la família Nelli se situava en el que és avui dia la sagristia nova de l'Església de San Lorenzo.
Va entrar en el convent de Santa Catalina de Siena amb catorze anys, prenent el nom de Sor Plautilla, i va arribar a ser-ne priora en tres ocasions, mentre el convent estava gestionat pels frares dominics de Sant Marc, encapçalats per Savonarola. Les predicacions de Savonarola promovent la pintura devocional i dibuix de les religioses per evitar la mandra, van convertir el convent en un centre de formació per a la monja-artista. Sor Plautilla Nelli va aprendre a pintar de manera autodidacta i va un taller d'art dins del convent per ensenyar a pintar altres monges. La seva germana, també monja, Costanza (Sor Petronila), va escriure una biografia de Savonarola.
Nelli va gaudir del favor i l'estima de molts clients (incloses dones), va fer peces de gran grandària i també miniatures. L'historiador d'art del segle xvi –i primer crític d'art– Giorgio Vasari va escriure referint-se a l'obra de Nelli, "i a les cases dels cavallers de tot Florència, hi ha tantes imatges, que seria tediós intentar parlar de totes". Fra Serafino Razzi, un frare dominic, historiador del segle xvi i deixeble de Savonarola, fa referència a la faceta de Plautilla com a professora, nomenat tres monges de Santa Caterina com a deixebles seves, Sor Prudència Cambi, Sor Àgata Trabalesi i Sor Maria Ruggieri; i altres tres monges pintores: Sor Verònica, Sor Dionisia Niccolini, i la seva pròpia germana Sor Maria Angèlica Razzi.

## Art i estil

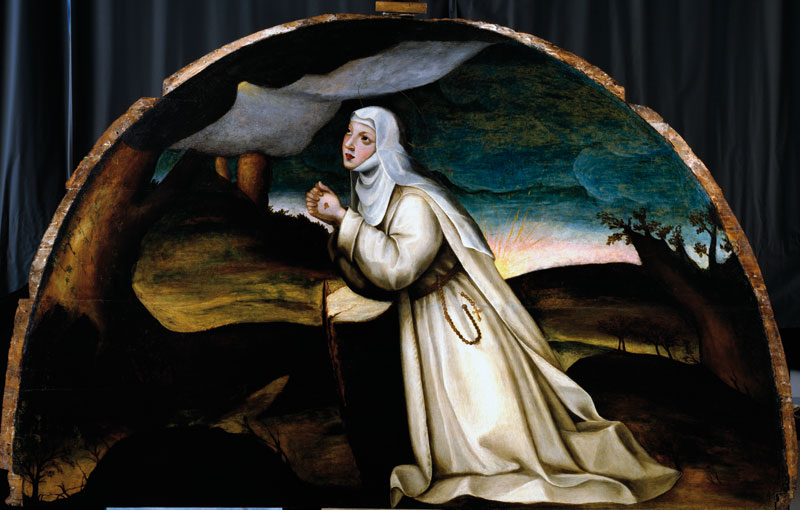
Santa Caterina rep els estigmes, de Plautilla Nelli

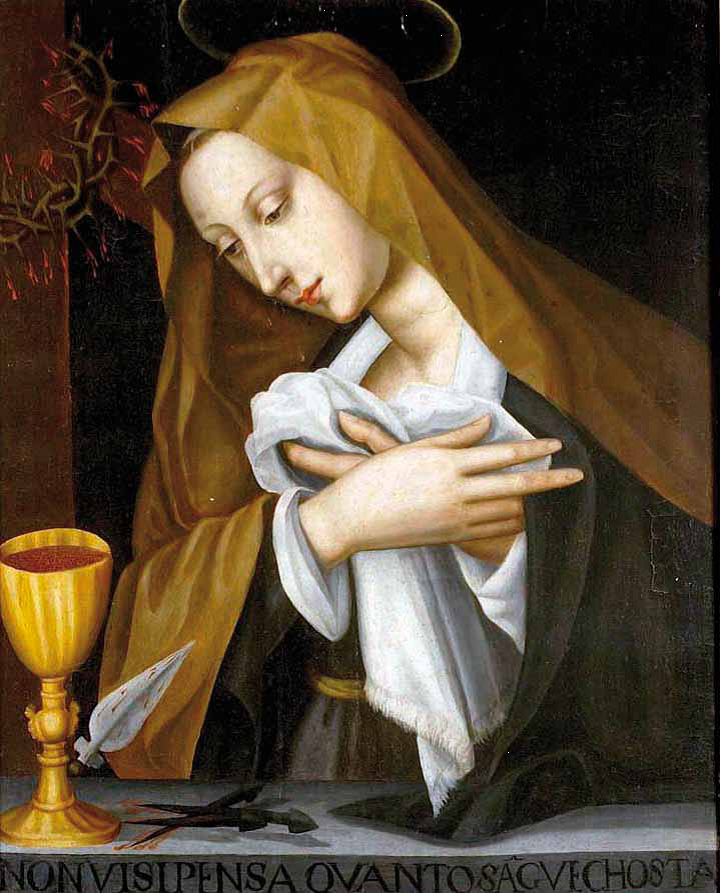
Dolorosa, pintada per Plautilla Nelli

En el seu aprenentatge autodidactic, Nelli va copiar obres del pintor manierista Agnolo Bronzino i del pintor renaixentista Andrea del Sarto. Però la seva principal font d'inspiració va venir de còpies d'obres de Fra Bartolomeo, que reflectia el classicisme, estil imposat per les teories artístiques de Savonarola. Fra Bartolomeo va deixar els seus dibuixos al seu deixeble fra Paolino, que, al seu torn els va deixar en possessió de Plautilla.
El treball de Nelli es diferencia dels pintors dels quals es nodreix pel sentiment elevat i per afegir noves expressions a cadascun dels seus personatges. D'altra banda, la majoria de les obres de Nelli són a gran escala, la qual cosa era molt estranya en la seva època.
Nelli és una de les poques artistes femenines esmentades en el llibre de Vasari Vides dels més excel·lents pintors, escultors i arquitectes.

El treball de Nelli es caracteritza pels temes religiosos, amb representacions vives d'emoció en els rostres dels seus personatges. Nelli mancava de capacitació formal, no havia estudiat sota cap disciplina, en cap acadèmia artística, i les seves figures masculines es diu que tenen "característiques femenines", ja que per la seva condició de dona no li era permès estudiar anatomia i per la seva dedicació religiosa li estava prohibit l'estudi del nu masculí.

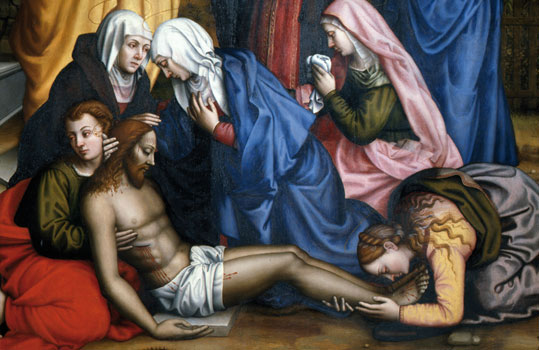
Lamentació amb els sants, de Plautilla Nelli

## Obres
Nelli va produir principalment peces devocionals entre pintures a gran escala, llunetes de fusta, il·lustracions de llibres i dibuixos. Les seves pintures inclouen Lamentació amb els sants (en l'ampli refetor, Museu de San Marco, restaurat el 2006), Santa Caterina rep els estigmes i Sant Domènec rep el Rosari, en el Museu del Cenacle de San Salvi, a Florència, tots dos restaurats el 2008.

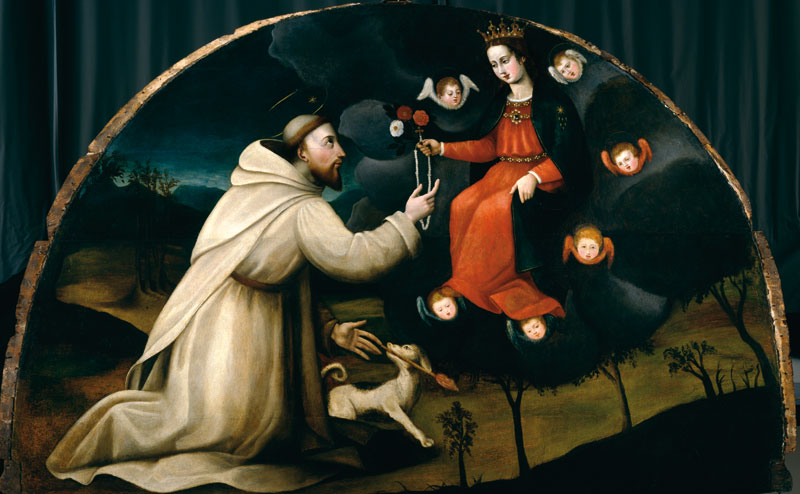
Sant Domènec rep el Rosari, pintat per Plautilla Nelli

La Dolorosa de Nelli, també en el Cenacle de Sant Salvi, és una còpia d'una peça similar d'Alessandro Allori. La seua Crucifixió s'exhibeix en el Monestir Certosa di Galluzzo, prop de Florència.

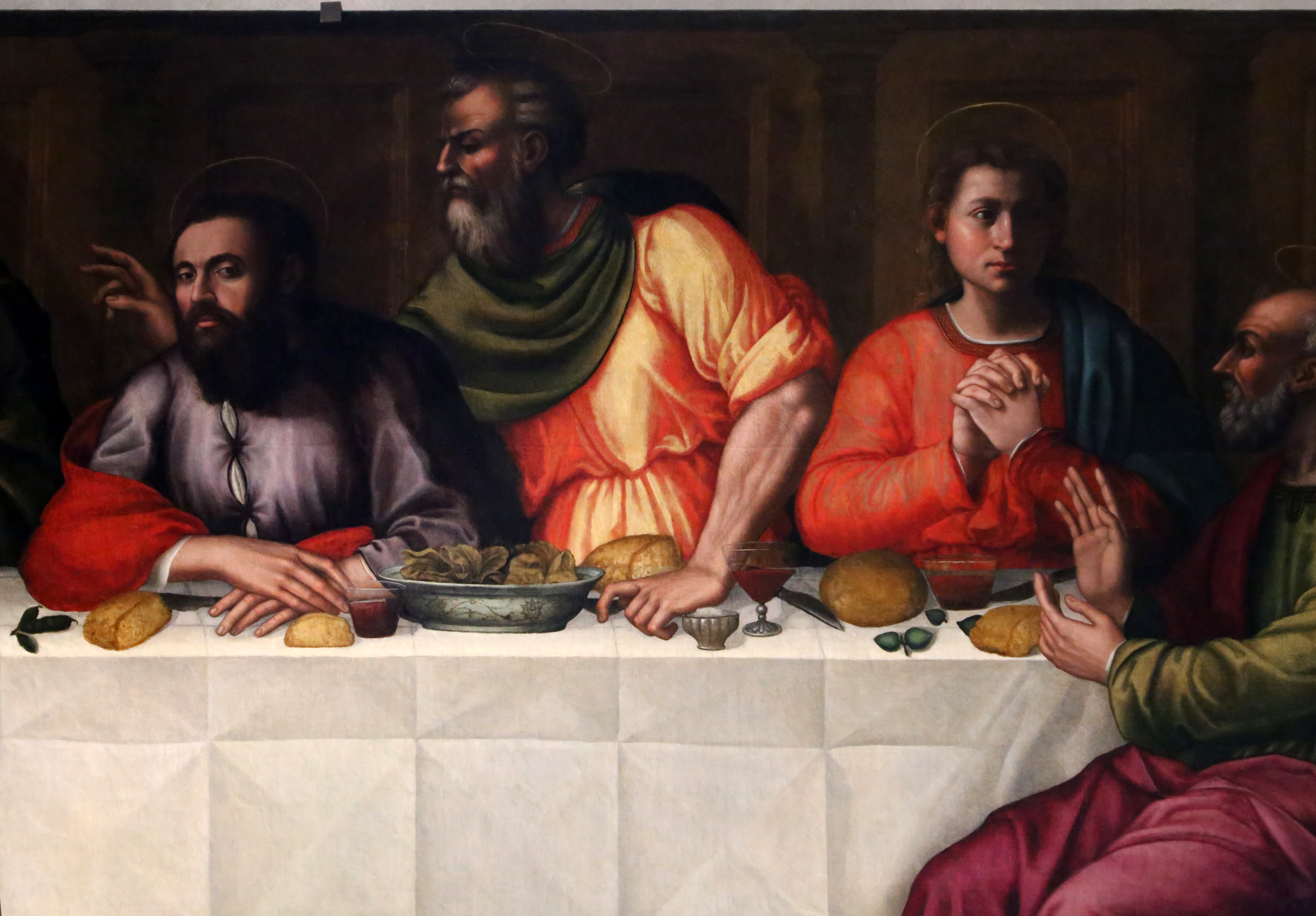
Detall dEl Sant Sopar

El Sant Sopar, una obra pintada a principis de la dècada de 1560, és l'única obra signada per Plautilla Nelli: Sor Plautilla, Prega per la Pintora. Es trobava en el refetor dels edificis conventuals de l'Església de Santa Maria Novella (no obert al públic). Després de tres anys de restauració duta a terme per Rossella Lari i finançada amb una campanya de crowdfunding empresa el 2017, El Sant Sopar ja s'exhibeix al Museu de Santa Maria Novella, a Florència. S'hi poden observar els preciosos detalls de l'obra: les estovalles blanques emmidonades, la vaixella, el menjar, i especialment les actituds expressives dels personatges.
Poden observar-se nou dibuixos en el Gabinet de Dibuixos i Gravats (GDSU), un departament dels Uffizi a Florència, dedicada a les arts gràfiques. Es troba en el primer pis de la galeria, en les instal·lacions realitzades per l'antic Teatre Médici), es van restaurar l'any 2007 i inclouen diverses representacions de la figura humana. La Pentecosta, a la basílica de San Domenico de Perusa, és una altra de les seves obres més significatives.
Al 1976 es va exhibir obra seva a la mostra Women Artists 1550-1950 al Museu d'Art del Comtat de Los Angeles, i al 2007 a Washington al Museu Nacional de Dones Artistes.